# Nerw skalisty mniejszy

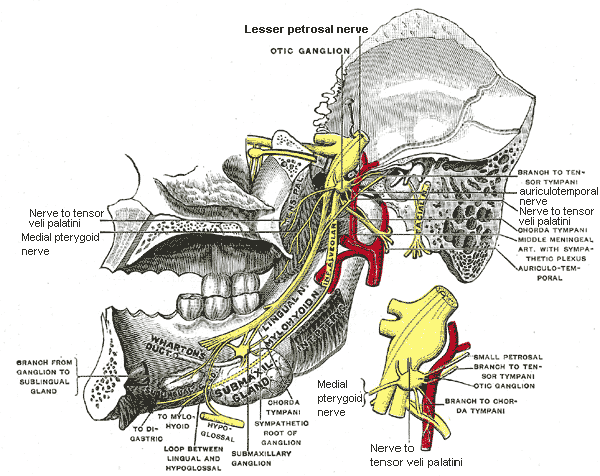
Nerw skalisty mniejszy widoczny w centralnej części ilustracji, podpisany Lesser petrosal nerve (u góry)

Nerw skalisty mniejszy (łac. nervus petrosus minor) – w anatomii człowieka nerw prowadzący głównie przedzwojowe włókna przywspółczulne dla ślinianki przyusznej oraz dla gruczołów policzkowych.
Rozpoczyna się w jamie bębenkowej. Odchodzi od splotu bębenkowego i stanowi przedłużenie nerwu bębenkowego. Na powierzchnię wewnętrzną podstawy czaszki wychodzi przez rozwór kanału nerwu skalistego mniejszego, gdzie przebiega na przedniej powierzchni części skalistej (piramidy) kości skroniowej. Na tym odcinku towarzyszy mu tętnica bębenkowa górna. Następnie nerw układa się w swojej bruździe (łac. sulcus nervi petrosi minoris) zmierzając pod oponą twardą ku przodowi i dołowi. Na swoim przebiegu na wewnętrznej powierzchni podstawy czaszki nerw otrzymuje gałąź od nerwu twarzowego. Następnie wchodzi w szczelinę klinowo-skalistą (łac. fissura sphenopetrosa), która stanowi boczne ograniczenie otworu poszarpanego i przebija jej chrząstkozrost. Jego włókna kończą się w zwoju usznym jako przywspółczulne włókna przedzwojowe, gdzie ulegają przełączeniu. Biorą one udział w unerwieniu ślinianki przyusznej oraz gruczołów policzkowych.